# Pales (Mythologie)

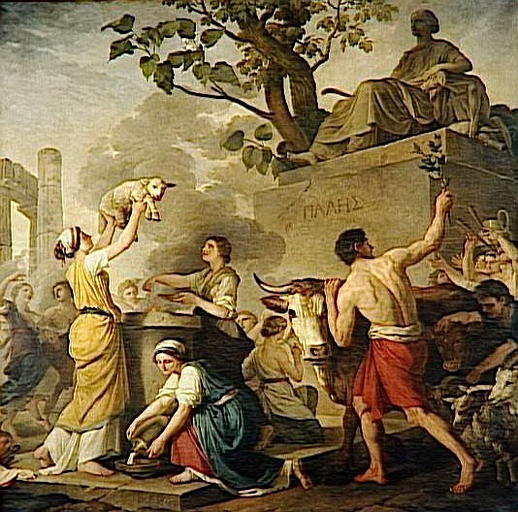
Fest der Pales (Joseph-Benoît Suvée, 1783)

Pales ist in der römischen Mythologie eine Gottheit der Hirten.
Zur Zeit des Varro scheint Pales nur noch wenig bekannt gewesen zu sein. Es gab in den historischen Quellen die Erwähnung eines Pales-Tempels, der 267 v. Chr. von Marcus Atilius Regulus gestiftet worden war, mit Weihefest (natalis templi) am 7. Juli und es gab die Palilia oder Parilia, das alte Reinigungsfest der Hirten und ihrer Herden am 21. April.
Aber diese Verbindung von Pales mit den Palilia/Parilia ist nicht gesichert:
Sie wird zwar in der Literatur mehrfach behauptet,
erscheint aber nicht in den Kalendern und wird von Marius Victorinus bestritten.
All das gibt keinen Aufschluss darüber, ob Pales ein Gott oder eine Göttin ist.
Sowohl für eine Göttin Pales
als auch für einen Gott gibt es Belege.
Außerdem könnte Pales auch eine Pluralform sein, also ein Paar oder eine Gruppe von Göttern bezeichnen, deren individuellen Namen heute nicht mehr bekannt sind.
Man hat, um nicht zwei ganz gleichnamige Gottheiten unterschiedlichen Geschlechts annehmen zu müssen, die Göttin Pales mit Palatua, der Schutzgottheit des Palatin, identifiziert.
Diese ist deutlicher fassbar, da ihr Kult einen Staatspriester (Flamen Palatualis oder Pontifex Palatualis) hatte, der ihr auf dem Palatin ein regelmäßiges Opfer darbrachte, das Palatuar.